# Nicolas-Claude Fabri de Peiresc

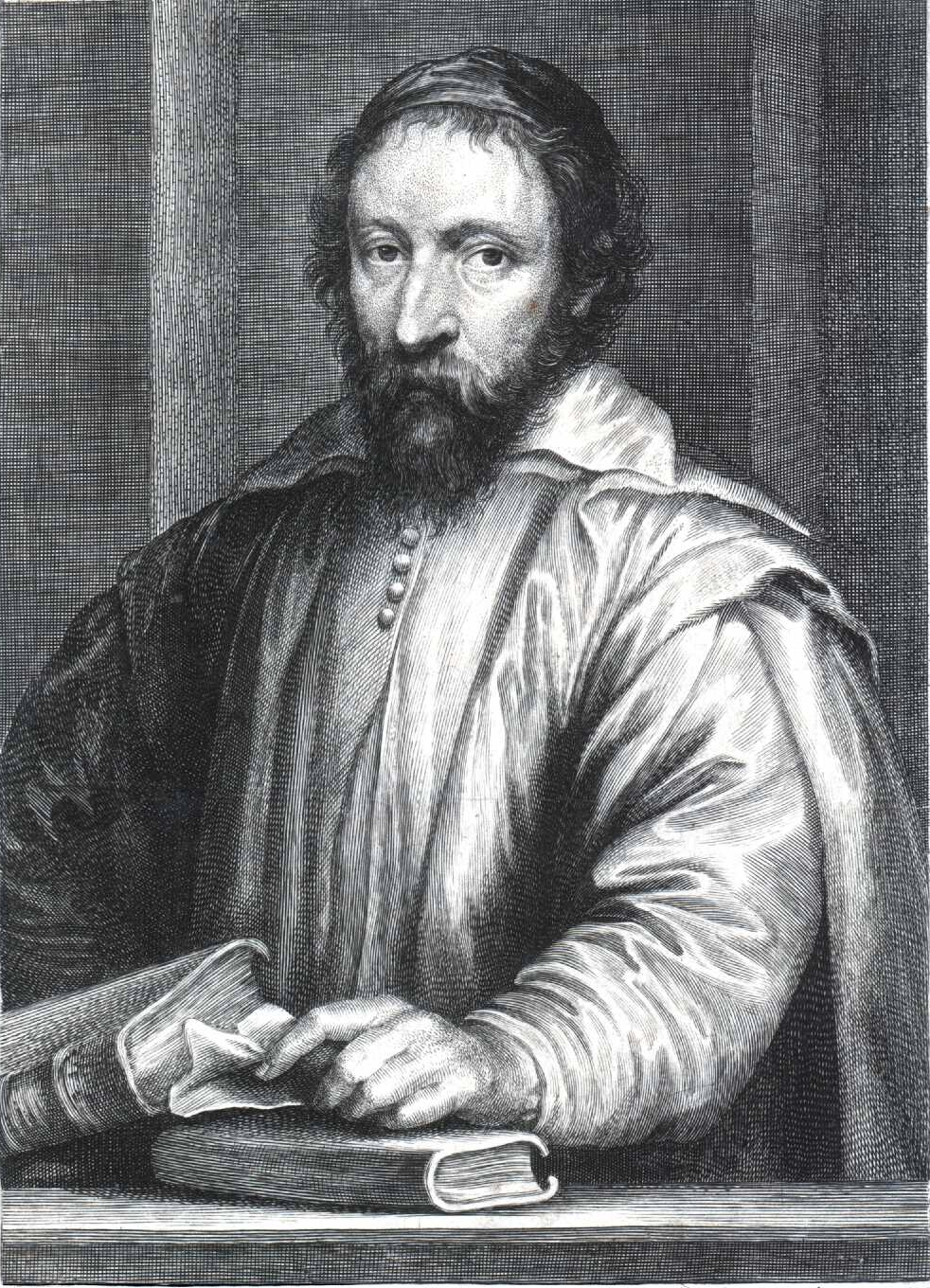

Nicolas Claude Fabri de Peiresc (gelatiniseerde naam: Peirescius; Belgentier, 1580 - Aix-en-Provence, 1637) was een Frans jurist, geleerde, astronoom, verzamelaar, antiquaar en mecenas.

## Leven
Peiresc studeerde rechten in Aix, Avignon, Montpellier en ook in Padua. Hij behaalde zijn doctoraat in 1604. Hij werd in 1607 benoemd tot magistraat aan het Parlement van de Provence, hoogste rechtscollege van deze provincie. Naast zijn rechterlijke carrière interesseerde Peiresc zich in de kunsten en de wetenschappen.
Peirescs interesses als geleerde waren sterk uiteenlopend. Hij verzamelde antieke cameeën en munten en ondersteunde jonge kunstenaars, door hen opdrachten te verschaffen. Hij bestelde bij hen onder andere aftekeningen en afgietsels van kunstwerken uit de oudheid, waarbij hij zorgvuldige nauwkeurigheid verlangde, zodat de ene of andere kopie als origineel kon worden behandeld. Hij bezat een verzameling van werken van kunstenaars uit zijn eigen tijd, zoals Simon Vouet, Claude Mellan (1596/1598 - 1688) en Adriaen de Vries. Maar hij zou ook een van de eersten zijn die een Turkse angora als luxehuisdier hield, hetgeen kort daarop een rage zou worden onder de Franse elite.
Van eenzelfde belang was zijn interesse voor de natuurwetenschappen. Zo werd hem in 1916 door Guillaume Bigourdan de ontdekking van de Orionnevel in november 1610 toegeschreven. Daarenboven interesseerde hij zich voor de ontcijfering van de hiërogliefen. Een deel van zijn Egyptische verzameling schonk hij aan de jezuïet Athanasius Kircher en legde daarmee de basis voor het beroemde Museum Kircherianum aan de Pauselijke Universiteit Gregoriana in Rome.
Peiresc reisde naar Italië, de Nederlanden en Engeland. Hij onderhield een uitgebreide briefwisseling met geleerden, kunstenaars en hoogwaardigheidsbekleders in hele Europa, waaronder kardinaal Francesco Barberini, Galileo Galilei, Giambattista della Porta, Cassiano dal Pozzo, Peter Paul Rubens, Francis Bacon, William Camden, de bevriende dichter en antiquaar Girolamo Aleandro en de secretaris van de apostolische bibliotheek in Rome, Lucas Holsten. Hij was ook met de filosoof en astronoom Pierre Gassendi bevriend, die in 1641 zijn biografie onder de titel Viri illustris Nicolai Claudii Fabricii de Peiresc, senatoris aquisextiensis vita uitgaf.

## Eerbewijzen
Charles Plumier vernoemde het geslacht Pereskia uit de cactusfamilie (Cactaceae) als eerbetoon naar hem. Carl Linnaeus nam deze naam niet over, maar gebruikte als geslachtsnaam Cactus. Philip Miller nam de naam echter weer op.
Ook Peirescius, een krater op de maan, en de planetoïde (19226) Peiresc werden naar hem vernoemd.